# Montrichardia
Montrichardia es un género con dos especies de plantas con flores perteneciente a la familia Araceae. Es originario de la América tropical. Se encuentran en Belice y Brasil oriental. Montrichardia tiene un número cromosómico de 2n = 48. Es el único género perteneciente a la tribu Montrichardieae.

## Taxonomía
El género fue descrito por Hermann Crueger y publicado en Botanische Zeitung (Berlin) 12: 25. 1854. La especie tipo es: Montrichardia aculeata (G. Mey.) Crueg. 

## Especies
- Montrichardia arborescens
- Montrichardia linifera